# Виртуальная логистика

## Терминология виртуальной логистики
Виртуальная логистическая система — система, в которой все элементы рационально интегрированы и оптимально функционируют в едином информационном пространстве, созданном с помощью современных информационно-телекоммуникационных технологий.
Такой виртуальный вариант логистической системы в конечном итоге обеспечит максимально качественное и быстрое выполнение заказа клиента, а значит, появятся дополнительные конкурентные преимущества у всех участников виртуальной логистической системы по сравнению с другими бизнес-системами [1,2].

## Виртуальная транспортно-логистическая система
Виртуальная транспортно-логистическая система — это компьютерная сеть, охватывающая различные хозяйствующие субъекты разных регионов и управляемая логистическими центрами. Последние на правах провайдеров координируют работу транспортно-логистической сети посредством специального программного обеспечения. В виртуальную транспортно-логистическую систему включаются также информационные потоки организаций — субъектов управления территорий, связанные с функционированием сферы транспорта.

## Виртуальный продукт
Под «виртуальным продуктом» понимается изделие, возникающее одновременно с желаниями потребителей, в непосредственном интерактивном режиме взаимодействия с ними. К «виртуальным технологиям» причисляются виртуальная реальность, мультимедиа, система видеоконференций, глобальные сети и т. п. «Виртуальное предприятие» создаётся на основе компьютерных технологий (соответственно, интернет), связывающих его менеджеров, поставщиков сырья и услуг и потребителей произведённых товаров. Результатом взаимодействия всех указанных категорий выступает «виртуальная организация», предполагающая спектр новых отношений и форм, в которых гибкость функциональных, временных, пространственных границ органически связана с реальным временем продажи и потребления товаров.
К «виртуальному продукту» в виртуальной транспортно-логистической системе относится любой информационный файл, характеризующий транспортные потоки хозяйствующих субъектов и проходящий через построенную для этих целей, адаптированную компьютерную сеть [2].

## Глобальное виртуальное логистическое пространство
— это мировое стратегическое бизнес-образование, состоящее из нескольких виртуальных логистических систем (ВЛС) и целью которого является реализация стратегии совместного предпринимательства (ССП), выработанной и принятой всеми участниками ГВЛП.
ССП — стратегия общной предпринимательской деятельности в рамках концепции «Collaborative Business» («c-business», «совместный бизнес») [1].

## Практическое применение
1. Создание Интернет-магазина. Пример: Интернет-магазин компании Miele, производящей бытовую технику (в том числе из стеклокерамики).

2. Создание Торговых Интернет-Площадок
 Принцип работы площадки прост: человек в любом месте с любого компьютера, подключённого к интернету, может войти в систему и ввести заявку на покупку или продажу товара с указанием количества, цены и базиса поставки.

3. Создание единого информационного портала в рамках организации. Пример - портал обучения и развития (недоступная ссылка) в компании Adidas Group.

4. Замена бумажных документов электронными.

Как показывает практика (история с Фукусимой, когда из-за поломки сервера была утеряна большая часть документов, не имевших материального аналога), необходимо всё же иметь бумажные эквиваленты электронных документов, т.к. информационные системы ещё не совершенны, а потеря всех документов может стать существенной проблемой для организации.

Стоит отметить, что с использованием электронных аналогов документов существенно сокращается объём работы с документами.

## Возможные проблемы
1. Несовершенство информационных систем для внедрения инфраструктуры виртуальной логистики на предприятия (пример - предприятия, производящие изделия из стеклокерамики) [3].

2. Проблемы слежения за процессом транспортировки готовых изделий (в том числе, из стеклокерамики) потребителю, происходящие за счёт не всегда успешного интегрирования современных компьютерных программ с используемым оборудованием при доставке. [3].

3. Большой риск при поиске партнёров по бизнесу посредством торговых Интернет-площадок и деловых порталов.

4. Недоверие многих потребителей Интернет-магазинам (в том числе, занимающимся продажей изделий из стеклокерамики) [3].